# 유당공원 내 비군
유당공원 내 비군은 대한민국 전라남도 광양시 광양읍에 있다. 2008년 12월 24일 광양시의 향토문화유산 제7호로 지정되었다.

## 개요
금석문은 역사의 생생한 기록이며 영구히 보존되도록 돌에 새긴 것으로 불가불엄(不可不嚴)이라 하여 전적류(典籍類)처럼 첨삭이 불가능하다는 특징이 있다. 또한 각 면에 나타나는 인명이나 사실, 건립배경 과정 등은  당 시대의 지방사 즉 향토사의 실증적 자료로 향토문화유산으로 등재하여 보존관리할 필요가 있다고 인정되어 등재되었다.